# Дионисий Византийски
Дионисий (на гръцки: Διονύσιος) е православен духовник, преславски митрополит на Вселенската патриаршия от 5 март 1847 година до 1857 година.

## Биография
Роден е в в цариградския квартал Татавла, заради което носи прякора Византийски или Византиец (Βυζάντιος). През февруари 1841 година е избран за титулярен епископ на Аргируполис, викарен епископ на Константинополската архиепископия и наместник на енорията „Свети Димитър“ в Куртулуш (Татавла).

Във фонда на отдел „История на българския народ ХV – ХІХ в.“ при РИМ – Шумен се съхранява „Послание от Св. Синод в Цариград до първенците на Преславска епархия, 1847 г.“, публикувано през 1893 година в списание „Искра“, т. ІV в Шумен. Посланието е отправено от името на патриарх Антим VI Константинополски (1845 – 1848) до свещениците, кметовете, старейшините и всички християни на старопрестолната епархия. В него той ги уведомява за смяната на митрополит Порфирий (1840 – 1847), който е изпратен да заеме владишкия престол във Варна и за идването на новия владика на митрополитската катедра в Шумен – Дионисий. В Посланието митрополитът е определен като: 
| „ | сущий человек украшений сос телесны и душевний дарования, [...] добре изучен и убучен разумом и искуством обдарен, кротак, целомудрен и благочинен [...] изукрашен сос всички добродетели, щото образуват архиеро- лепното со и безпорочно пастирско житие... | “ |

Въпреки отправеното искане от хаджи Петър Хаджипетков от Русе и Антон Хаджисавов от Шумен от месец април 1845 година за назначаване на владици българи, местните очаквания не се оправдават и те отново получават гръцки духовник за свой архиерей. От текста на документа става ясно, че Дионисий не е бил единственият кандидат за владика на Преславската епархия и че Светия Синод апелира към християните от Преславската епархия, която през 30–70-те години на ХІХ век обхваща шуменска, Ескиджумайска и Османпазарска кааза, да уважават и почитат владиката, да му осигурят всички полагащи му се архиерейски приходи и не на последно място да споменуват името му във всички църковни обреди. Посланието е писано през март 1847 г., и е заверено с подписите на синодалните членове митрополитите: Дионисий Преспански, Милетий Димотишки, Кирил Неокесарийски, Герасим Одрински, Неофит Деркоски, Йеротей Халкидонски, Дионисий Ираклийски.
В крайна сметка Дионисий заема владишкия престол за твърде кратко време, в сравнение със своите колеги – от 1847 до 1851 г., проявявайки се като „смирен и бездеен човек“. Летописецът Жендо Вичов от Котел пише за митрополита:
| „ | Тоз Дионисий венчаваше булките без було. Като дойдеше сватбата в църквата, ще смъкнат на булката булото да я венчаят, аче като излезе пак ще я забулят... | “ |

На 17 декември 1850 година Дионисий е преместен като критски митрополит в Ираклио. На 28 август 1856 година става дабробосненски митрополит. В Босна Дионисий оставя светли спомени с широката си просветна дейност. В началото на октомври 1859 година митрополит Дионисий пише на сръбския княз писмо, в което се оплаква от липса на учителски кадри и от образователното ниво на местната младеж и го моли да изпрати в Сараево добър и способен учител, който да развива ума на младежта. Учител от Сърбия не идва, но писмото говори за стремежа на Дионисий за подобряване на образованието.